# 이시다 잇세이
이시다 잇세이(일본어: いしだ壱成, 1974년 12월 7일 ~ )는 일본 도쿄에서 태어난 일본의 배우이자 가수이다.

## 개요
- 본명 : 星川一星
- 혈액형 : B
- 취미 : 자동차, 악기, 영화, 게임

데뷔
- 91년 드라마 《悲しいほどお天氣》로 배우 데뷔
- 92년 ‘big band’라는 이름으로 가수데뷔

## 출연

### 드라마
- 2016년
  - 남자와 여자의 미스터리 시대극(男と女のミステリー時代劇, BS JAPAN)
- 2001년
  - 하나무라다이스케 스페셜(花村大介スペシャル, 후지)
- 2000년
  - 안녕 천국에 가장 가까운 남자(さらば天國に一番近い男)
  - 푸드파이터(NTV)
  - 하나무라 다이스케(花村大介, CX)
  - 사랑의 신(戀の神樣)
  - 아키사와 사건(蒲生邸事件, NHK)
- 1999년
  - 복숭아같은 관계(ピーチな關係, YTV)
  - 립스틱(リップスティック, 후지)
- 1998년
  - 봄의 감성(春の惑星, TBS)
  - 보이헌트(ボーイハント, CX)
  - 성자의 행진(聖者の行進, TBS)
- 1997년
  - 한지붕 아래 2(ひとつ屋根の下２, 후지)
- 1995년
  - 에덴의 동쪽(エデンの東)
  - 미성년(未成年, TBS)
- 1994년
  - 당신과 함께한 여름(君といた夏, CX)
- 1993년
  - 한지붕 아래(ひとつ屋根の下, 후지)
- 1992년
  - 방과후(放課後)
- 1991년
  - 슬플정도의 날씨(悲しいほどお天氣)

### 영화
- 2017년 : 로쿠로쿠 요괴괴담(ロクロク)
- 2016년 : 리:본(リボーン)
- 2000년 : 바다의 오로라(海のオーロラ)
- 1998년 : 아토후루도 챠즈(アートフルドヂャーズ)
- 1996년 : 구나시오(グナシオ)
- 1996년 : 유리(ユーリ)